# Anthony Z. Landi

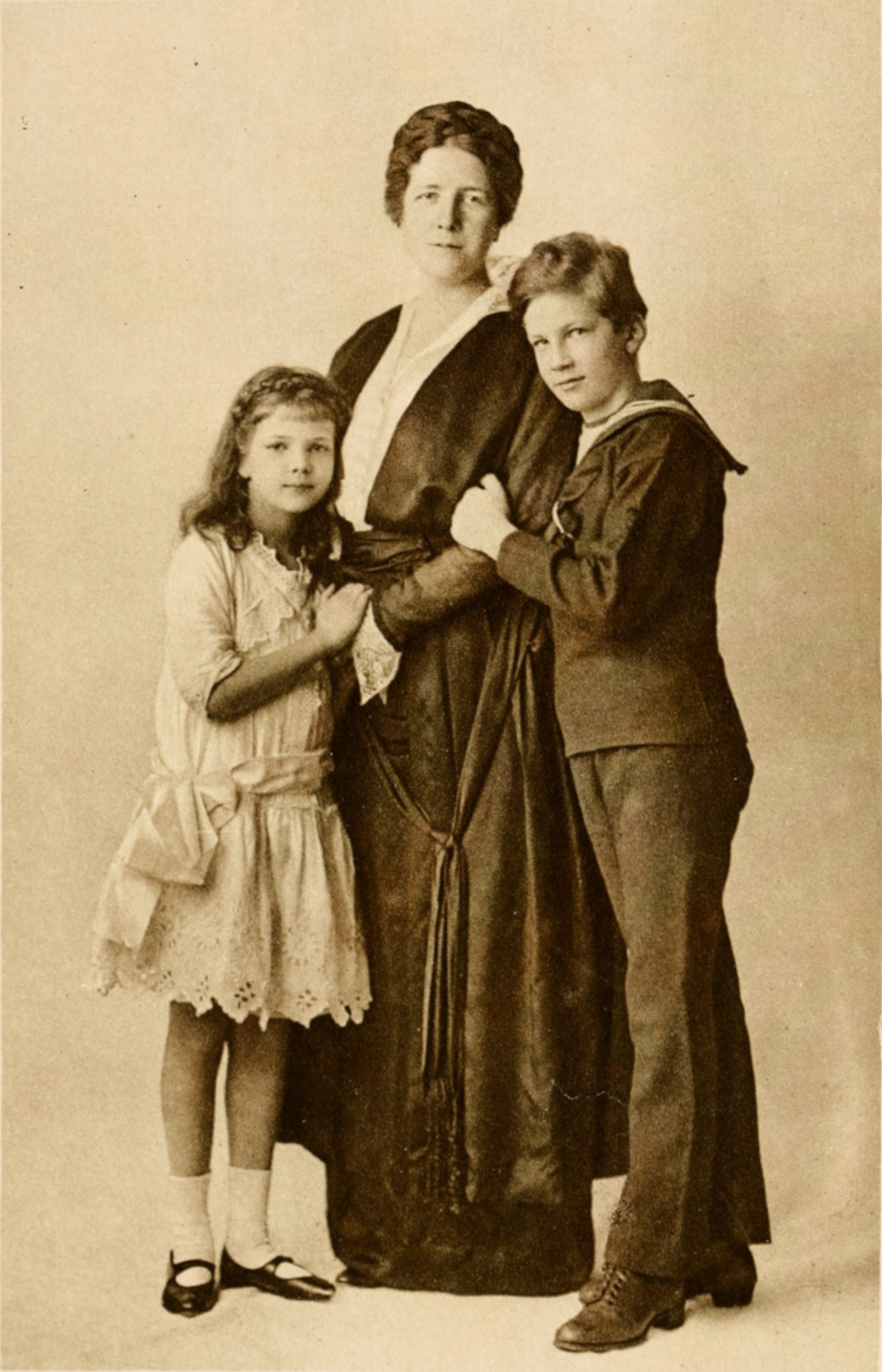
Anthony Zanardi-Landi mit Mutter und Schwester (vor 1915)

Anthony Francis Zanardi-Landi (* 17. November 1902 in Venedig; gestorben 1975) war Filmproduzent und Offizier.

## Leben
Geboren wurde Anthony Francis Zanardi-Landi als Antonius-Franz Kühnelt, Sohn des österreichischen Schriftstellers und Offiziers Richard Kühnelt und Caroline Kühnelt, geb. Kaiser, die sich als Tochter von Kaiserin Elisabeth ausgab. Er hatte eine jüngere Schwester, den späteren Hollywoodstar Elissa Landi. Sein Onkel mütterlicherseits war – erkennt man die historisch unbelegte aristokratische Abstammung der Mutter nicht an – der seinerzeit höchst erfolgreiche Komponist Alfred Ignace de Keyser.
Nach der Trennung seiner Eltern wurde Anthony vom zweiten Ehemann der Mutter Carlo Zanardi-Landi, einem italienischen Grafen adoptiert. Damit galt er – wenngleich nicht blutsverwandt – ebenso als ein entfernter Verwandter des italienischen Diplomaten Antonio Zanardi Landi.
Der Universalgelehrte und Publizist Erik von Kuehnelt-Leddihn, ein Neffe seines leiblichen Vaters, hielt Landi „für geistig nicht ganz ausgeglichen“, und befürchtete, dass er sich „allzu leicht von der Gräfin Larisch und einem Baron Nopcsa im Glauben an seine hohe Abstammung bestärken“ lasse.
Seine Schulausbildung erhielt Zanardi-Landi vom 18. Januar 1917 bis zu seinem Austritt im Juli 1920 an der Westminster School. Danach war er bis 1923 am Churchill College. Er studierte in Cambridge. 1924 gewann Zanardi-Landi den intercollegiaten Säbel-Wettbewerb und vertrat die Universität Cambridge beim Universitätsfechten.
Am 9. Februar 1929 heiratete er Annie Irma Lea, eine Tochter Jean Delvilles.
Von 1940 bis 1949 gehörte er den US-Streitkräften an und war Oberstleutnant des 2. Bataillons des 160. Infanterieregiments der California National Guard. Ferner war er Offizier des Leopold-Ordens, Commandeur de l'Ordre de la Couronne, Belgien und Commandeur de Legion d'Honeur.

## Wirken
Zanardi-Landi war Vizepräsident von Robin International Inc. in New York, geschäftsführender Direktor von Robin International Ltd. und Direktor von Cinerama Exhibitors Ltd. in London sowie Cinerama Distributors Ltd. und anderen Unternehmen der Filmbranche. Er lebte zuletzt als Filmfinanzier in London.
Er war der Produzent mehrerer Kinofilme: Parole, Inc. (1948, Associate Producer); Alimony (1949, Associate Producer) und The Scar (1951, Associate Producer).
Landi war auch an der weltweiten Vermarktung des vorübergehend sehr erfolgreichen Cinerama-Formats beteiligt und arbeitete ebenso für das Fernsehen. So versuchte er beispielsweise eine in Bayern angesiedelte Krimiserie mit Richard Kiley als Mönch und Amateurdetektiv Brother Mark (1955) zu realisieren. Ein bereits fertiggestellter Pilotfilm ging allerdings nie auf Sendung.

## Filmografie
als Associate Producer:
- 1936: What Becomes of the Children? (Regie: Walter Shumway)
- 1948: Parole, Inc. (Regie: Alfred Zeisler)
- 1949: Alimony (Regie: Alfred Zeisler)
- 1950: Three Husbands (Regie: Irving Reis – archive.org)
- 1951: The Scarf (Regie: Ewald André Dupont)